# Borromejské ostrovy
Borromejské ostrovy (italsky Isole Borromee) je skupina pěti ostrůvků na jezeře Lago Maggiore v Itálii. Mají dohromady rozlohu zhruba 18 hektarů a nacházejí se v západním výběžku jezera zvaném Borromejský záliv, mezi městy Verbania a Stresa. Souostroví je pojmenováno podle šlechtického (hraběcího, později knížecího) rodu Borromeo (Boromejští), kterému patřilo od 14. století. Na Isola dei Pescatori se nachází malá rybářská vesnice s dochovanou historickou architekturou, na ostrovech Isola Madre a Isola Bella majitelé dali vybudovat paláce s rozsáhlými okrasnými zahradami. Isolino di San Giovanni a Scoglio della Malghera jsou pouze skalnatá a neobydlená. Borromejské ostrovy jsou vyhledávanou turistickou atrakcí. Jsou propojené stálou lodní dopravou.

## Seznam ostrovů
- Isola Madre (Mateřský ostrov) - je z Borromejských ostrovů největší, asi 7 ha s rozměrem 0,33 km × 0,22 km
- Isola Bella (Krásný ostrov) - má rozlohu 6,4 hektarů, tj. 0,064 km²
- Isola dei Pescatori (Rybářský ostrov)
- Isolino di San Giovanni (Ostrůvek sv. Jana) - druhý nejmenší o rozloze 0,4 ha
- Scoglio della Malghera - (Překážka z Malghery) - malé skalisko

## Galerie

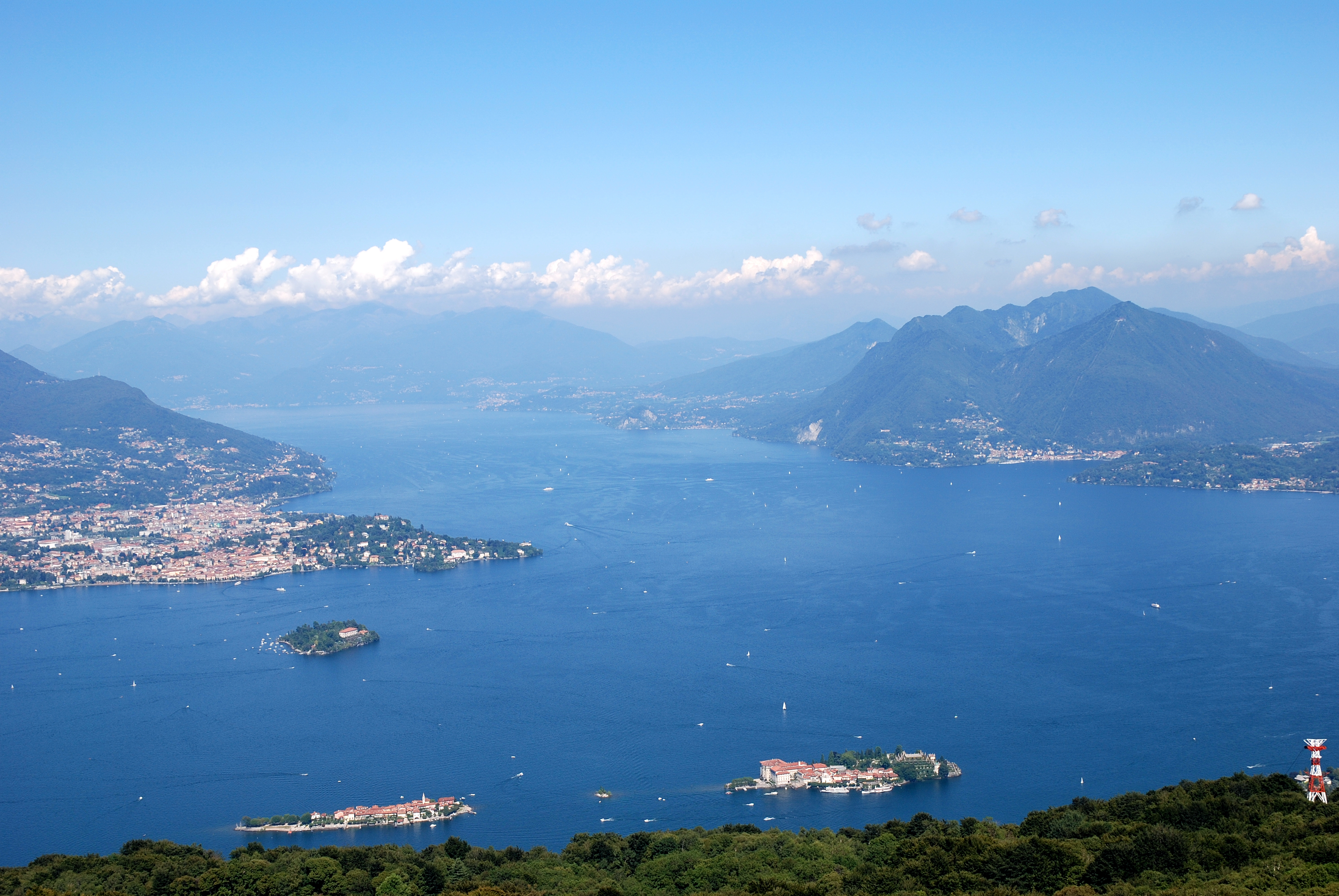
Celkový pohled na Borromejské ostrovy
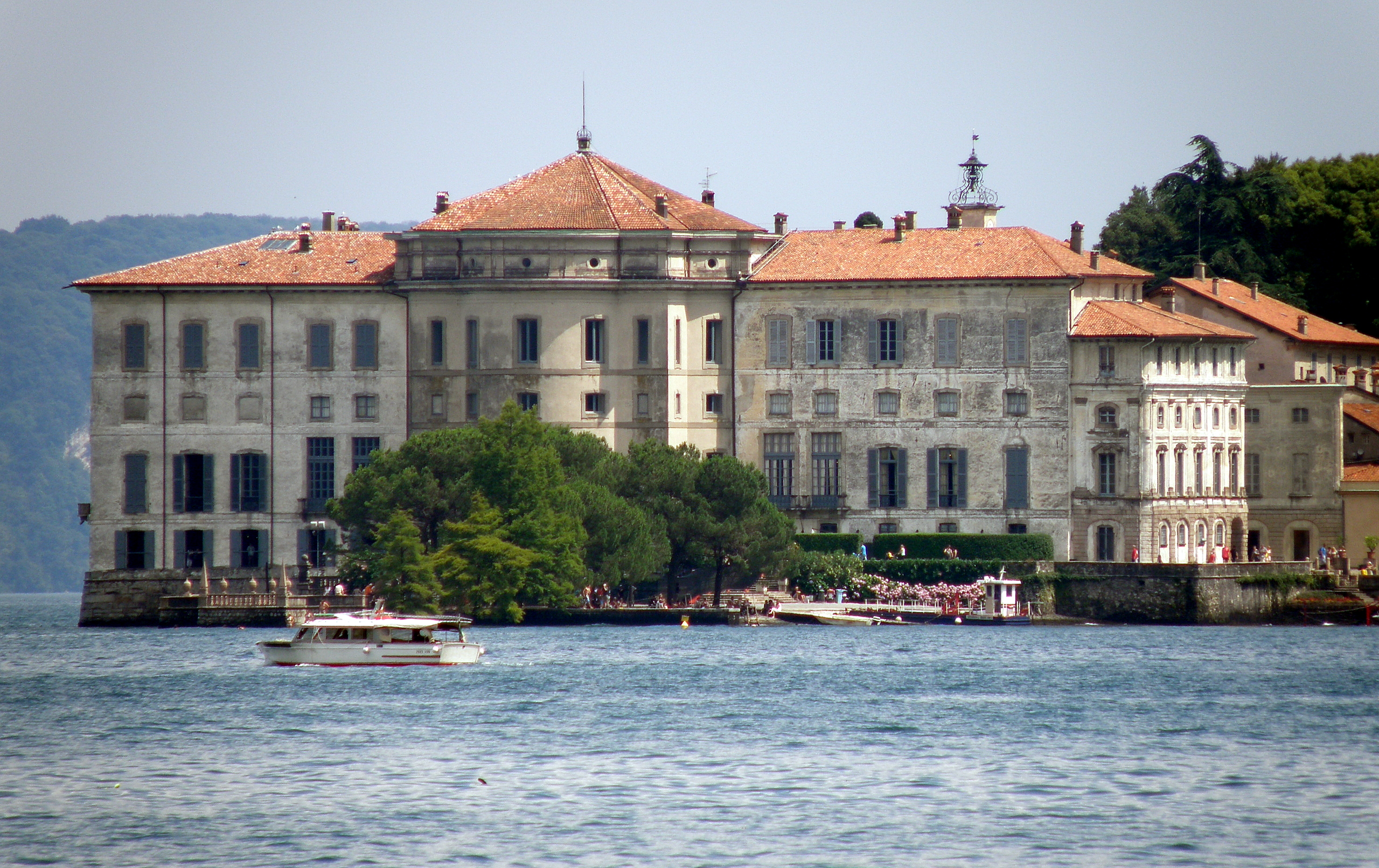
Palác na ostrově Isola Bella
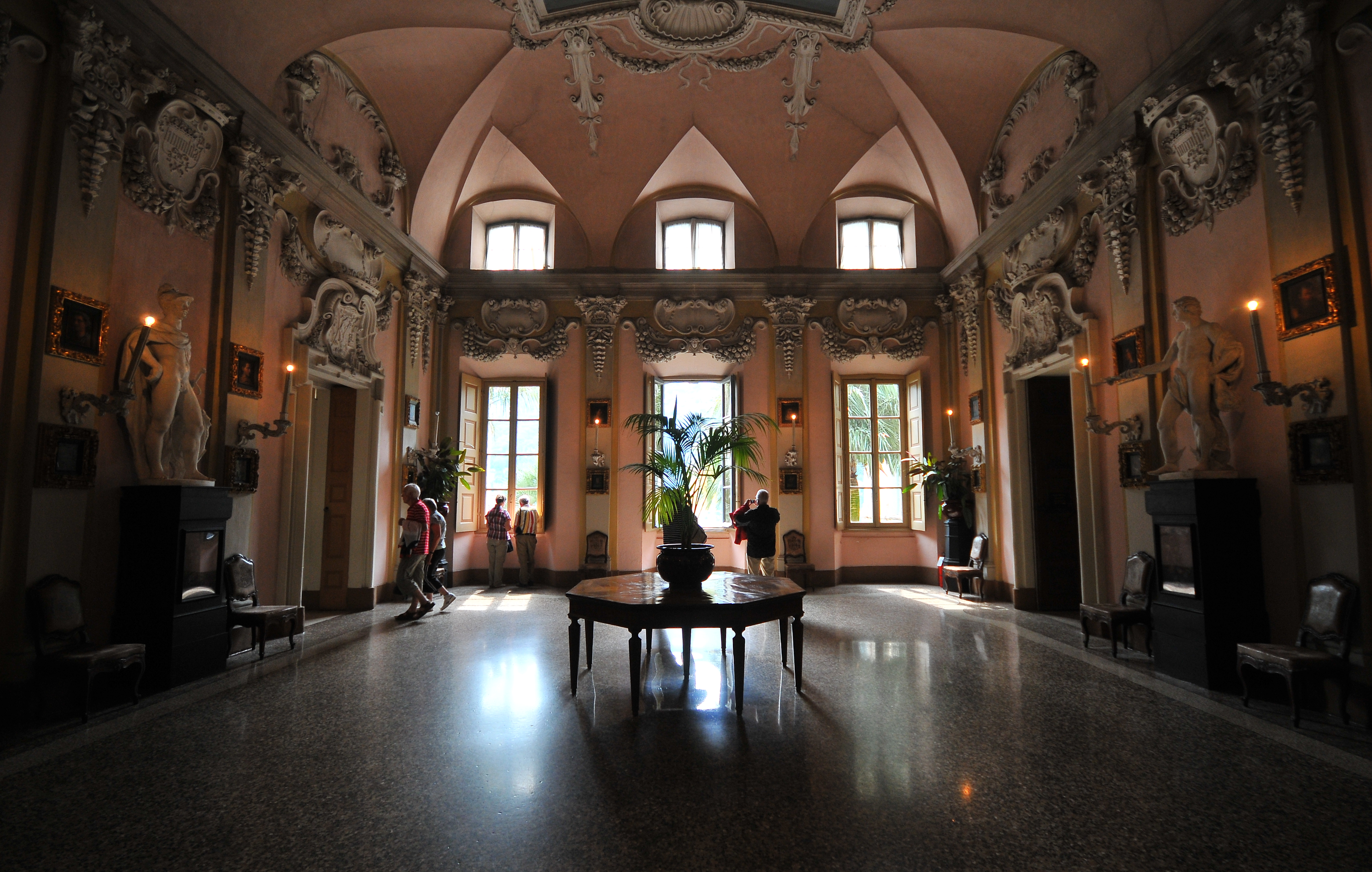
Interiér paláce Borromeo na Isola Bella
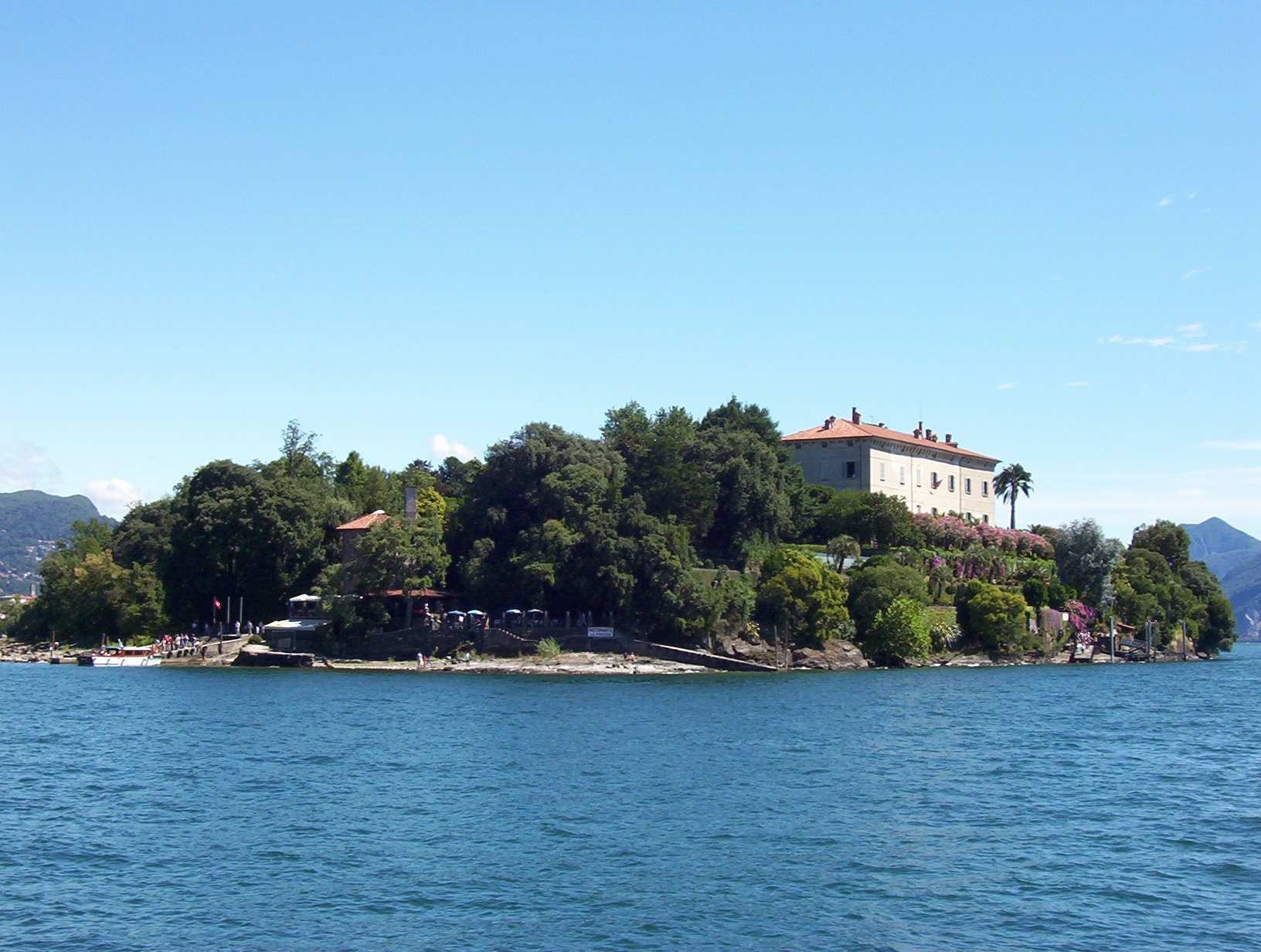
Ostrov Isola Madre
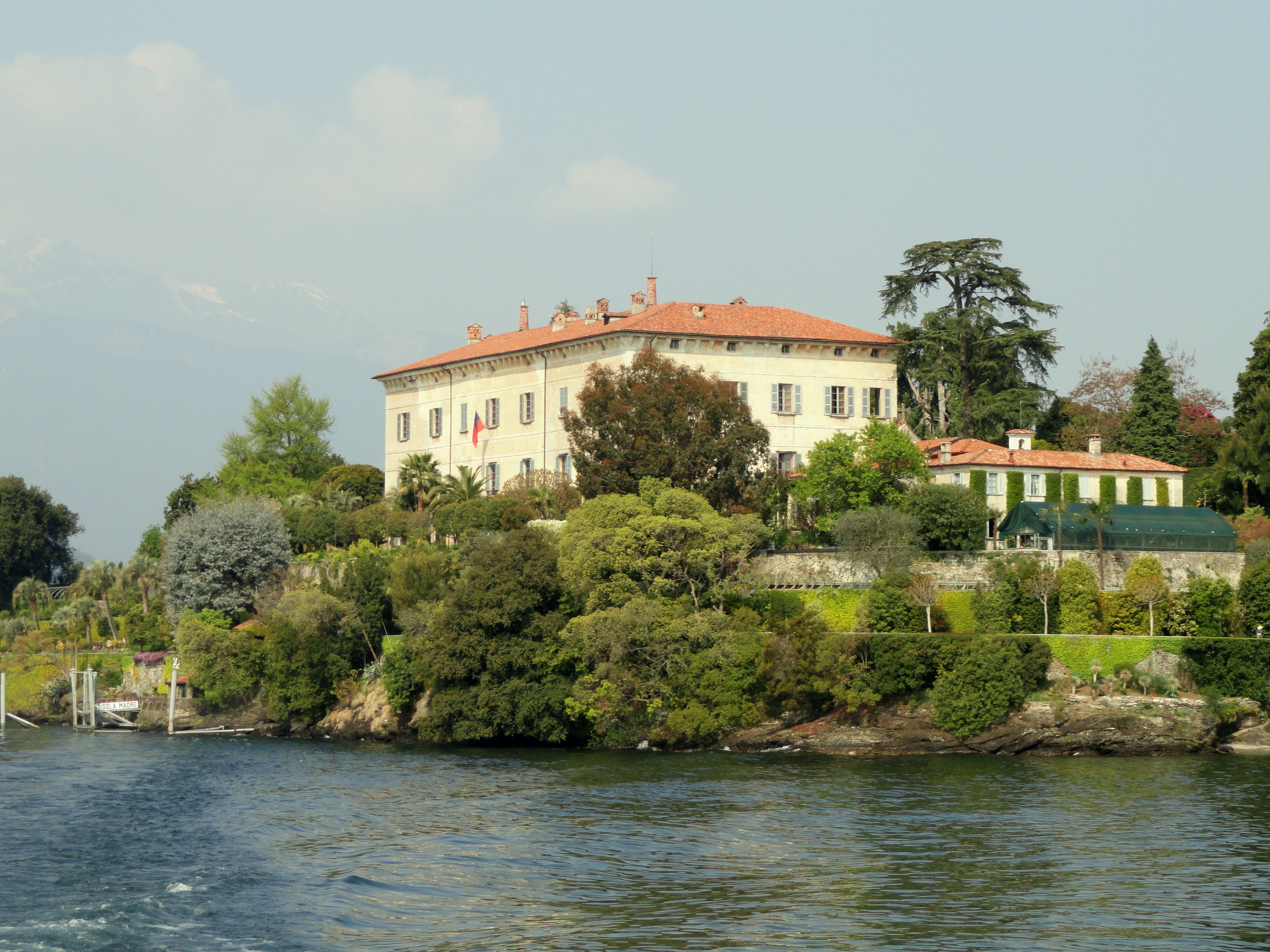
Palác Borromeo na Isola Madre
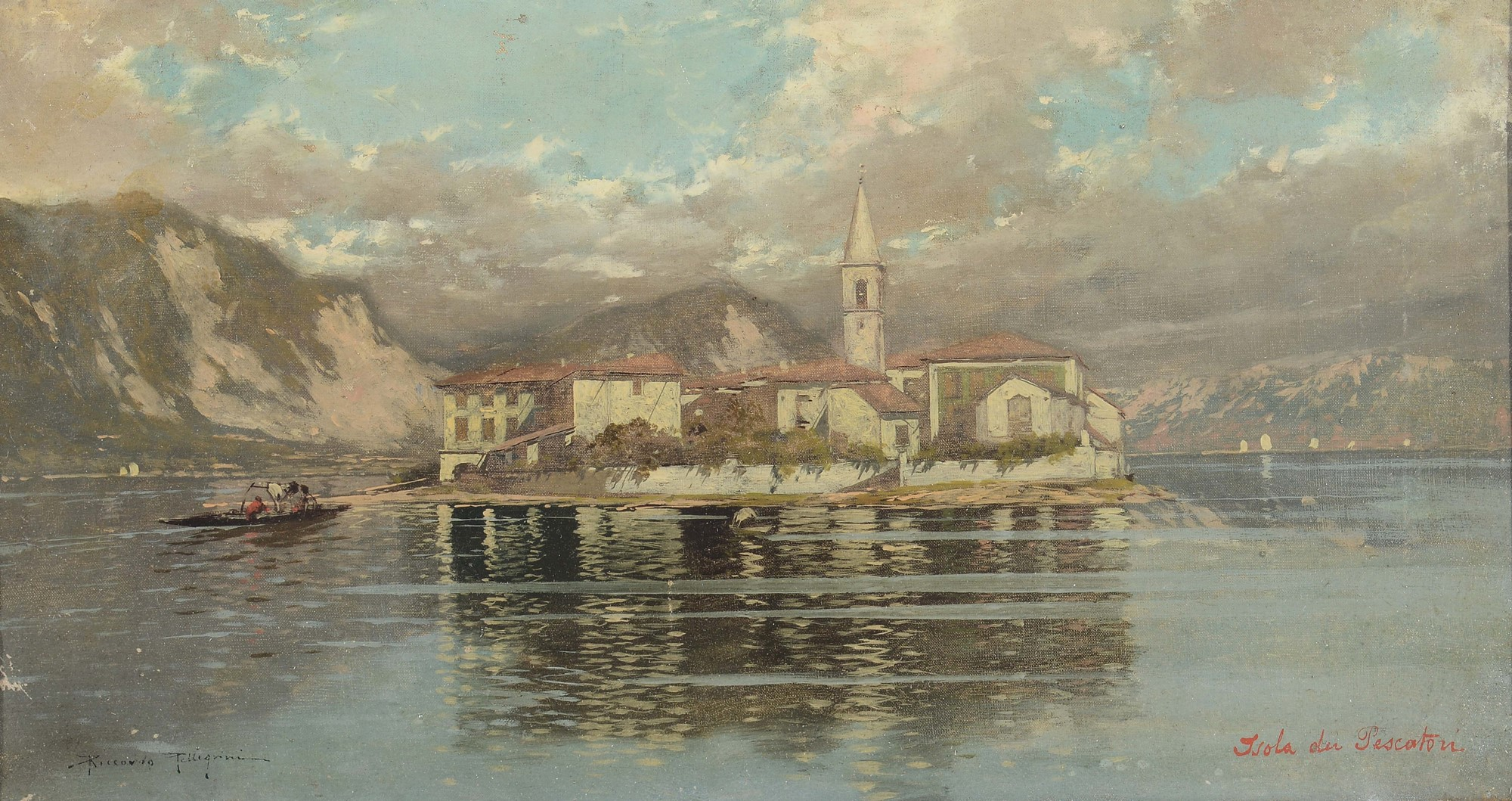
Riccardo Pellegrini: Pohled na Isola dei Pescatori